# دیجی‌سل
دیجی‌سل (انگلیسی: Digicel) شرکت مخابرات جامائیکایی است، که در سال ۲۰۰۱ توسط دنیس اوبرایان تأسیس شد.